# Velká cena Itálie silničních motocyklů
Grand Prix Itálie silničních motocyklů je motocyklový závod, který je součástí Prix silničních motocyklů závodní sezóny. Od 1949 do 1990 byl známý jako národní Grand Prix. Závod se konal prvních 23 let pouze v Monze. Od roku 1972 do roku 1993 se závod střídá mezi několika okruhy a v roce 1994 bylo rozhodnuto pro okruh v Mugellu.

## Vítězové Grand Prix silničních motocyklů - Itálie
| Rok  | Trať    | Moto3                  | Moto2                  | MotoGP                 | Report                 |
| ---- | ------- | ---------------------- | ---------------------- | ---------------------- | ---------------------- |
| 2025 | Mugello | Maximo Quiles          | Manuel González        | Marc Márquez           | Report                 |
| 2024 | Mugello | David Alonso           | Joe Roberts            | Francesco Bagnaia      | Report                 |
| 2023 | Mugello | Daniel Holgado         | Pedro Acosta           | Francesco Bagnaia      | Report                 |
| 2022 | Mugello | Sergio García          | Pedro Acosta           | Francesco Bagnaia      | Report                 |
| 2021 | Mugello | Dennis Foggia          | Remy Gardner           | Fabio Quartararo       | Report                 |
| 2020 | Mugello | Zrušeno kvůli covid-19 | Zrušeno kvůli covid-19 | Zrušeno kvůli covid-19 | Zrušeno kvůli covid-19 |
| 2019 | Mugello | Tony Arbolino          | Álex Márquez           | Danilo Petrucci        | Report                 |
| 2018 | Mugello | Jorge Martín           | Miguel Oliveira        | Jorge Lorenzo          | Report                 |
| 2017 | Mugello | Andrea Migno           | Mattia Pasini          | Andrea Dovizioso       | Report                 |
| 2016 | Mugello | Brad Binder            | Johann Zarco           | Jorge Lorenzo          | Report                 |
| 2015 | Mugello | Miguel Oliveira        | Tito Rabat             | Jorge Lorenzo          | Report                 |
| 2014 | Mugello | Romano Fenati          | Esteve Rabat           | Marc Márquez           | Report                 |
| 2013 | Mugello | Luis Salom             | Scott Redding          | Jorge Lorenzo          | Report                 |
| 2012 | Mugello | Maverick Viñales       | Andrea Iannone         | Jorge Lorenzo          | Report                 |
| Rok  | Trať    | 125 cc                 | Moto2                  | MotoGP                 | Report                 |
| 2011 | Mugello | Nicolás Terol          | Marc Márquez           | Jorge Lorenzo          | Report                 |
| 2010 | Mugello | Marc Márquez           | Andrea Iannone         | Dani Pedrosa           | Report                 |
| Rok  | Trať    | 125 cc                 | 250 cc                 | MotoGP                 | Report                 |
| 2009 | Mugello | Bradley Smith          | Mattia Pasini          | Casey Stoner           | Report                 |
| 2008 | Mugello | Simone Corsi           | Marco Simoncelli       | Valentino Rossi        | Report                 |
| 2007 | Mugello | Hector Faubel          | Alvaro Bautista        | Valentino Rossi        | Report                 |
| 2006 | Mugello | Mattia Pasini          | Jorge Lorenzo          | Valentino Rossi        | Report                 |
| 2005 | Mugello | Gábor Talmácsi         | Daniel Pedrosa         | Valentino Rossi        | Report                 |
| 2004 | Mugello | Roberto Locatelli      | Sebastian Porto        | Valentino Rossi        | Report                 |
| 2003 | Mugello | Lucio Cecchinello      | Manuel Poggiali        | Valentino Rossi        | Report                 |
| 2002 | Mugello | Manuel Poggiali        | Marco Melandri         | Valentino Rossi        | Report                 |
| Rok  | Trať    | 125 cc                 | 250 cc                 | 500 cc                 | Report                 |
| 2001 | Mugello | Noboru Ueda            | Tecuja Harada          | Alex Barros            | Report                 |
| 2000 | Mugello | Roberto Locatelli      | Šinja Nakano           | Loris Capirossi        | Report                 |
| 1999 | Mugello | Roberto Locatelli      | Valentino Rossi        | Àlex Crivillé          | Report                 |
| 1998 | Mugello | Tomomi Manako          | Marcellino Lucchi      | Michael Doohan         | Report                 |
| 1997 | Mugello | Valentino Rossi        | Max Biaggi             | Michael Doohan         | Report                 |
| 1996 | Mugello | Peter Öttl             | Max Biaggi             | Michael Doohan         | Report                 |
| 1995 | Mugello | Haručika Aoki          | Max Biaggi             | Michael Doohan         | Report                 |
| 1994 | Mugello | Noboru Ueda            | Ralf Waldmann          | Michael Doohan         | Report                 |
| 1993 | Misano  | Dirk Raudies           | Jean-Philippe Ruggia   | Luca Cadalora          | Report                 |
| 1992 | Mugello | Ezio Gianola           | Luca Cadalora          | Kevin Schwantz         | Report                 |
| 1991 | Misano  | Fausto Gresini         | Luca Cadalora          | Michael Doohan         | Report                 |

## Národní Grand Prix
| Rok  | Trať   | 125 cc         | 250 cc        | 500 cc               | Report |
| ---- | ------ | -------------- | ------------- | -------------------- | ------ |
| 1990 | Misano | Jorge Martínez | John Kocinski | Wayne Rainey         | Report |
| 1989 | Misano | Ezio Gianola   | Sito Pons     | Pier-Francesco Chili | Report |

| Rok  | Trať    | 80 cc              | 125 cc             | 250 cc           | 500 cc          | Report |
| ---- | ------- | ------------------ | ------------------ | ---------------- | --------------- | ------ |
| 1988 | Imola   | Jorge Martínez     | Jorge Martínez     | Dominique Sarron | Eddie Lawson    | Report |
| 1987 | Monza   | Jorge Martínez     | Fausto Gresini     | Anton Mang       | Wayne Gardner   | Report |
| 1986 | Monza   | Stefan Dörflinger  | Fausto Gresini     | Anton Mang       | Eddie Lawson    | Report |
| 1985 | Mugello | Jorge Martínez     | Pier Paolo Bianchi | Freddie Spencer  | Freddie Spencer | Report |
| 1984 | Misano  | Pier Paolo Bianchi | Ángel Nieto        | Fausto Ricci     | Freddie Spencer | Report |
| Rok  | Trať    | 50 cc              | 125 cc             | 250 cc           | 500 cc          | Report |
| 1983 | Monza   | Stefan Dörflinger  | Ángel Nieto        | Carlos Lavado    | Freddie Spencer | Report |

| Rok  | Trať    | 50 cc                | 125 cc             | 250 cc            | 350 cc             | 500 cc           | Report |
| ---- | ------- | -------------------- | ------------------ | ----------------- | ------------------ | ---------------- | ------ |
| 1982 | Misano  | Eugenio Lazzarini    | Ángel Nieto        | Anton Mang        | Didier de Radiguès | Franco Uncini    | Report |
| 1981 | Monza   | Ricardo Tormo        | Guy Bertin         | Eric Saul         | Jon Ekerold        | Kenny Roberts    | Report |
| 1980 | Misano  | Eugenio Lazzarini    | Pier Paolo Bianchi | Anton Mang        | Johnny Cecotto     | Kenny Roberts    | Report |
| 1979 | Imola   | Eugenio Lazzarini    | Ángel Nieto        | Kork Ballington   | Gregg Hansford     | Kenny Roberts    | Report |
| 1978 | Mugello | Ricardo Tormo        | Eugenio Lazzarini  | Kork Ballington   | Kork Ballington    | Kenny Roberts    | Report |
| 1977 | Imola   | Eugenio Lazzarini    | Pier Paolo Bianchi | Franco Uncini     | Alan North         | Barry Sheene     | Report |
| 1976 | Mugello | Ángel Nieto          | Pier Paolo Bianchi | Walter Villa      | Johnny Cecotto     | Barry Sheene     | Report |
| 1975 | Imola   | Ángel Nieto          | Paolo Pileri       | Walter Villa      | Johnny Cecotto     | Giacomo Agostini | Report |
| 1974 | Imola   | Henk van Kessel      | Ángel Nieto        | Walter Villa      | Giacomo Agostini   | Franco Bonera    | Report |
| 1973 | Monza   | Jan de Vries         | Kent Andersson     |                   | Giacomo Agostini   |                  | Report |
| 1972 | Imola   | Jan de Vries         | Ángel Nieto        | Renzo Pasolini    | Giacomo Agostini   | Giacomo Agostini | Report |
| 1971 | Monza   | Jan de Vries         | Gilberto Parlotti  | Gyula Marsovsky   | Jarno Saarinen     | Alberto Pagani   | Report |
| 1970 | Monza   | Jan de Vries         | Ángel Nieto        | Rod Gould         | Giacomo Agostini   | Giacomo Agostini | Report |
| 1969 | Monza   | Paul Lodewijkx       | Dave Simmonds      | Phil Read         | Phil Read          | Alberto Pagani   | Report |
| 1968 | Monza   |                      | Bill Ivy           | Phil Read         | Giacomo Agostini   | Giacomo Agostini | Report |
| 1967 | Monza   |                      | Bill Ivy           | Phil Read         | Ralph Bryans       | Giacomo Agostini | Report |
| 1966 | Monza   | Hans-Georg Anscheidt | Luigi Taveri       | Mike Hailwood     | Giacomo Agostini   | Giacomo Agostini | Report |
| 1965 | Monza   |                      | Hugh Anderson      | Tarquinio Provini | Giacomo Agostini   | Mike Hailwood    | Report |
| 1964 | Monza   |                      | Luigi Taveri       | Phil Read         | Jim Redman         | Mike Hailwood    | Report |
| 1963 | Monza   |                      | Luigi Taveri       | Tarquinio Provini | Jim Redman         | Mike Hailwood    | Report |
| 1962 | Monza   | Hans-Georg Anscheidt | Teisuke Tanaka     | Jim Redman        | Jim Redman         | Mike Hailwood    | Report |

| Rok  | Trať  | 125 cc          | 250 cc            | 350 cc            | 500 cc          | Report |
| ---- | ----- | --------------- | ----------------- | ----------------- | --------------- | ------ |
| 1961 | Monza | Ernst Degner    | Jim Redman        | Gary Hocking      | Mike Hailwood   | Report |
| 1960 | Monza | Carlo Ubbiali   | Carlo Ubbiali     | Gary Hocking      | John Surtees    | Report |
| 1959 | Monza | Ernst Degner    | Carlo Ubbiali     | John Surtees      | John Surtees    | Report |
| 1958 | Monza | Bruno Spaggiari | Emilio Mendogni   | John Surtees      | John Surtees    | Report |
| 1957 | Monza | Carlo Ubbiali   | Tarquinio Provini | Bob McIntyre      | Libero Liberati | Report |
| 1956 | Monza | Carlo Ubbiali   | Carlo Ubbiali     | Libero Liberati   | Geoff Duke      | Report |
| 1955 | Monza | Carlo Ubbiali   | Carlo Ubbiali     | Dickie Dale       | Umberto Masetti | Report |
| 1954 | Monza | Guido Sala      | Arthur Wheeler    | Fergus Anderson   | Geoff Duke      | Report |
| 1953 | Monza | Werner Haas     | Enrico Lorenzetti | Enrico Lorenzetti | Geoff Duke      | Report |
| 1952 | Monza | Emilio Mendogni | Enrico Lorenzetti | Ray Amm           | Leslie Graham   | Report |
| 1951 | Monza | Carlo Ubbiali   | Enrico Lorenzetti | Geoff Duke        | Alfredo Milani  | Report |
| 1950 | Monza | Gianni Leoni    | Dario Ambrosini   | Geoff Duke        | Geoff Duke      | Report |
| 1949 | Monza | Gianni Leoni    | Dario Ambrosini   |                   | Nello Pagani    | Report |